# Fussballclub Aarau 1902 2006-2007
Questa voce raccoglie le informazioni riguardanti il Fussballclub Aarau 1902 nelle competizioni ufficiali della stagione 2006-2007.

## Stagione
Nella stagione 2006-2007 l'Aarau, allenato da Urs Schönenberger, Ruedi Zahner, Ryszard Komornicki e Gilbert Gress, concluse il campionato di Super League al 9º posto e vinse il doppio spareggio promozione-retrocessione con il Bellinzona. In Coppa Svizzera l'Aarau fu eliminato ai quarti di finale dal Basilea.

## Rosa
| N. |                     | Ruolo | Calciatore       |
| -- | ------------------- | ----- | ---------------- |
| 1  | Italia (bandiera)   | P     | Demetrio Greco   |
| 3  | Svizzera (bandiera) | D     | Samuele Preisig  |
| 4  | Francia (bandiera)  | C     | Yacine Hima      |
| 5  | Svizzera (bandiera) | D     | Sven Christ      |
| 6  | Svizzera (bandiera) | C     | Sandro Burki     |
| 7  | Brasile (bandiera)  | D     | Paulinho         |
| 8  | Brasile (bandiera)  | C     | Carlinhos        |
| 10 | Brasile (bandiera)  | A     | Rogério          |
| 11 | Svizzera (bandiera) | A     | Johan Berisha    |
| 16 | Uruguay (bandiera)  | D     | Fernando Carreño |
| 17 | Svizzera (bandiera) | C     | Gürkan Sermeter  |
| 18 | Serbia (bandiera)   | P     | Astrit Rrustemaj |
| 19 | Camerun (bandiera)  | A     | Christian Pouga  |
| 20 | Algeria (bandiera)  | C     | Djamel Mesbah    |

| N. |                      | Ruolo | Calciatore       |
| -- | -------------------- | ----- | ---------------- |
| 21 | Svizzera (bandiera)  | D     | Admir Bilibani   |
| 22 | Svizzera (bandiera)  | A     | Goran Antić      |
| 23 | Svizzera (bandiera)  | P     | Massimo Colomba  |
| 24 | Rep. Ceca (bandiera) | D     | Erich Brabec     |
| 25 | Armenia (bandiera)   | A     | Vahe T'adewosyan |
| 26 | Algeria (bandiera)   | C     | Hocine Achiou    |
| 27 | Svizzera (bandiera)  | P     | Ivan Benito      |
| 28 | Ungheria (bandiera)  | D     | Gábor Nagy       |
| 29 | Svizzera (bandiera)  | C     | Altay Kahraman   |
| 30 | Svizzera (bandiera)  | P     | Sascha Studer    |
| 31 | Svizzera (bandiera)  | C     | Tobias Müller    |
| 32 | Svizzera (bandiera)  | P     | Nico Baumann     |
| 33 | Svizzera (bandiera)  | D     | Samuel Huber     |

## Organigramma societario
Area tecnica
- Allenatore: Gilbert Gress
- Allenatore in seconda: Silvano Bianchi, Ruedi Zahner
- Preparatore dei portieri:
- Preparatori atletici:

## Calciomercato

### Sessione estiva
| Acquisti | Acquisti          | Acquisti       | Acquisti |
| R.       | Nome              | da             | Modalità |
| -------- | ----------------- | -------------- | -------- |
| A        | Vahe T'adewosyan  | Urartu         |          |
| C        | Gürkan Sermeter   | Young Boys     |          |
| C        | Hocine Achiou     | USM Alger      |          |
| A        | Goran Antić       | Vaduz          |          |
| P        | Nicolas Beney     | Yverdon        |          |
| A        | Patrick Bengondo  | Winterthur     |          |
| C        | Sandro Burki      | Vaduz          |          |
| C        | Carlinhos         | Standard Liegi |          |
| C        | Mark Fotheringham | Friburgo       |          |
| P        | Demetrio Greco    | Lucerna        |          |
| C        | Djamel Mesbah     | Basilea        |          |
| A        | Rogério           | Grasshoppers   |          |
| C        | Marius Zarn       | Vaduz          |          |

| Cessioni | Cessioni           | Cessioni            | Cessioni |
| R.       | Nome               | a                   | Modalità |
| -------- | ------------------ | ------------------- | -------- |
| C        | Albert Baning      | Paris Saint-Germain |          |
| C        | Roland Bättig      | Kriens              |          |
| C        | Argjend Bekjiri    | Renova              |          |
| C        | Franz Burgmeier    | Basilea             |          |
| C        | Fabrice Ehret      | Colonia             |          |
| D        | Adrian Eugster     | Concordia Basilea   |          |
| A        | Gaetano Giallanza  | Darlington          |          |
| A        | Francisco Neri     | Sciaffusa           |          |
| C        | Manuel Schenker    | Bienne              |          |
| C        | Augustine Simo     | Urania Ginevra      |          |
| P        | Oliver Stöckli     | Winterthur          |          |
| D        | Harutyun Vardanyan | Bienne              |          |

### Sessione invernale
| Acquisti | Acquisti        | Acquisti         | Acquisti |
| R.       | Nome            | da               | Modalità |
| -------- | --------------- | ---------------- | -------- |
| C        | Yacine Hima     | Olympique Lione  |          |
| A        | Christian Pouga | Zurigo           |          |
| D        | Gábor Nagy      | Rákospalotai EAC |          |

| Cessioni | Cessioni                | Cessioni        | Cessioni |
| R.       | Nome                    | a               | Modalità |
| -------- | ----------------------- | --------------- | -------- |
| C        | Marius Zarn             | Vaduz           |          |
| C        | David Opango            | Bienne          |          |
| A        | Rainer Bieli            | Neuchâtel Xamax |          |
| C        | Mark Fotheringham       | Norwich City    |          |
| A        | Patrick Bengondo        | Servette        |          |
| D        | Flavio Schmid           | Baden           |          |
| D        | Jean-Pierre Tcheutchoua | Urania Ginevra  |          |

## Risultati

### Super League

#### Prima fase, girone di andata
| Arbitro: | Studer |

|           |           |           |
| Antić 26’ | Marcatori | 24’ Došek |

| Arbitro: | Wildhaber |

|                           |           |  |
| Keita 7’, 43’ Raffael 89’ | Marcatori |  |

| Arbitro: | Rutz |

|                   |           |                                      |
| Mesbah 19’ (rig.) | Marcatori | 29’ Regazzoni 55’, 65’ (rig.) Kuljić |

| Arbitro: | Rogalla |

|                                   |           |              |
| Cantaluppi 36’ (rig.) Paquito 84’ | Marcatori | 32’ Sermeter |

| Arbitro: | Wildhaber |

|  |           |             |
|  | Marcatori | 23’ Carreño |

| Arbitro: | Circhetta |

|  |           |             |
|  | Marcatori | 53’ Gohouri |

| Arbitro: | Grobelnik |

|                                 |           |             |
| León 30’ Eduardo 35’ Blumer 85’ | Marcatori | 63’ Rogério |

| Arbitro: | Grossen |

|                                     |           |  |
| Achiou 14’ Antić 47’, 54’ Burki 94’ | Marcatori |  |

| Arbitro: | Kever |

|                             |           |           |
| Buckley 40’ Petrić 63’, 78’ | Marcatori | 17’ Antić |

#### Prima fase, girone di ritorno
| Arbitro: | Studer |

|                    |           |           |
| Rama 50’ Tapia 60’ | Marcatori | 62’ Antić |

| Arbitro: | Zimmermann |

|  |           |                                     |
|  | Marcatori | 27’, 51’, 57’ Raffael 77’ Margairaz |

| Arbitro: | Grossen |

|                        |           |           |
| Saborío 59’ Kuljić 80’ | Marcatori | 14’ Antić |

| Arbitro: | Petignat |

|  |           |               |
|  | Marcatori | 58’ N'Tiamoah |

| Arbitro: | Rogalla |

|              |           |  |
| Sermeter 61’ | Marcatori |  |

| Arbitro: | Studer |

|                             |           |                    |
| Hochstrasser 65’ Marcos 85’ | Marcatori | 90’ (aut.) Calvano |

| Arbitro: | Busacca |

|              |           |  |
| Paulinho 89’ | Marcatori |  |

| Arbitro: | Bertolini |

|           |           |  |
| Marić 81’ | Marcatori |  |

| Arbitro: | Laperrière |

|                             |           |                                |
| Achiou 45’ Zanni 67’ (aut.) | Marcatori | 25’, 81’ Petrić 35’ Kuzmanović |

#### Seconda fase, girone di andata
| Arbitro: | Circhetta |

|             |           |  |
| Ciccone 90’ | Marcatori |  |

| Arbitro: | Laperrière |

|                                    |           |                      |
| Achiou 15’ Pouga 56’ Carlinhos 61’ | Marcatori | 32’ Rosemir 45’ Neri |

| Arbitro: | Grossen |

|            |           |  |
| Aílton 54’ | Marcatori |  |

| Aarau 4 marzo 2007, ore 16:00 CET 22ª giornata | Aarau   | 0 – 0 referto | Thun | Stadion Brügglifeld (5 200 spett.)\| Arbitro: \| Busacca \| |
| Arbitro:                                       | Busacca |               |      |                                                             |

| Arbitro: | Rogalla |

|                              |           |                            |
| Raffael 43’ Cesar 59’ (rig.) | Marcatori | 54’ Burki 66’ (aut.) Leoni |

| Arbitro: | Zimmermann |

|  |           |             |
|  | Marcatori | 27’ Rakitić |

| Arbitro: | Rogalla |

|             |           |           |
| Saborío 75’ | Marcatori | 63’ Antić |

| Arbitro: | Wildhaber |

|                                                   |           |           |
| Paulinho 41’ Antić 56’ T'adewosyan 71’ Achiou 74’ | Marcatori | 79’ Bader |

| Arbitro: | Studer |

|            |           |              |
| Häberli 2’ | Marcatori | 88’ Sermeter |

#### Seconda fase, girone di ritorno
| Arbitro: | Circhetta |

|                 |           |           |
| T'adewosyan 10’ | Marcatori | 69’ Madou |

| Arbitro: | Bertolini |

|           |           |  |
| Bader 68’ | Marcatori |  |

| Arbitro: | Rogalla |

|  |           |                        |
|  | Marcatori | 19’ Pinto 53’ Carlitos |

| Arbitro: | Grossen |

|                                  |           |  |
| Petrić 6’ Majstorović 90’ (rig.) | Marcatori |  |

| Arbitro: | Wildhaber |

|  |           |                                                   |
|  | Marcatori | 44’ Margairaz 50’ Schönbächler 83’ (rig.) Raffael |

| Arbitro: | Circhetta |

|              |           |  |
| Scarione 29’ | Marcatori |  |

| Aarau 16 maggio 2007, ore 19:45 CEST 34ª giornata | Aarau      | 0 – 0 referto | Grasshoppers | Stadion Brügglifeld (5 000 spett.)\| Arbitro: \| Laperrière \| |
| Arbitro:                                          | Laperrière |               |              |                                                                |

| Arbitro: | Bertolini |

|  |           |                  |
|  | Marcatori | 60’, 71’ Rogério |

| Arbitro: | Rogalla |

|             |           |                   |
| Rogério 17’ | Marcatori | 65’ Tachie-Mensah |

### Spareggio promozione-retrocessione
| 30 maggio 2007, ore 20:15 CEST andata | Bellinzona | 1 – 2 | Aarau |  |

| 3 giugno 2007, ore 16:00 CEST ritorno | Aarau | 3 – 1 | Bellinzona |  |

### Coppa Svizzera
| 27 agosto 2006, ore 15:00 CEST Primo turno | Cham | 1 – 3 | Aarau |  |

| 30 settembre 2006, ore 19:30 CEST Secondo turno | Losanna | 0 – 1 | Aarau |  |

| 12 novembre 2006, ore 14:30 CET Ottavi di finale | Winterthur | 1 – 2 | Aarau |  |

| 14 marzo 2007, ore 19:45 CET Quarti di finale | Basilea | 1 – 0 | Aarau |  |

## Statistiche

### Statistiche di squadra
| Competizione                       | Punti | In casa | In casa | In casa | In casa | In casa | In casa | In trasferta | In trasferta | In trasferta | In trasferta | In trasferta | In trasferta | Totale | Totale | Totale | Totale | Totale | Totale | DR  |
| Competizione                       | Punti | G       | V       | N       | P       | Gf      | Gs      | G            | V            | N            | P            | Gf           | Gs           | G      | V      | N      | P      | Gf     | Gs     | DR  |
| ---------------------------------- | ----- | ------- | ------- | ------- | ------- | ------- | ------- | ------------ | ------------ | ------------ | ------------ | ------------ | ------------ | ------ | ------ | ------ | ------ | ------ | ------ | --- |
| Super League                       | 29    | 18      | 5       | 5       | 8       | 19      | 24      | 18           | 2            | 3            | 13           | 13           | 28           | 36     | 7      | 8      | 21     | 32     | 52     | -20 |
| Spareggio promozione-retrocessione | -     | 1       | 1       | 0       | 0       | 3       | 1       | 1            | 1            | 0            | 0            | 2            | 1            | 2      | 2      | 0      | 0      | 5      | 2      | +3  |
| Coppa Svizzera                     | -     | 0       | 0       | 0       | 0       | 0       | 0       | 4            | 3            | 0            | 1            | 6            | 3            | 4      | 3      | 0      | 1      | 6      | 3      | +3  |
| Totale                             | 29    | 19      | 6       | 5       | 8       | 22      | 25      | 23           | 6            | 3            | 14           | 21           | 32           | 42     | 12     | 8      | 22     | 43     | 57     | -14 |

### Andamento in campionato
| Giornata  | 1 | 2 | 3 | 4 | 5 | 6 | 7  | 8  | 9  | 10 | 11 | 12 | 13 | 14 | 15 | 16 | 17 | 18 | 19 | 20 | 21 | 22 | 23 | 24 | 25 | 26 | 27 | 28 | 29 | 30 | 31 | 32 | 33 | 34 | 35 | 36 |
| --------- | - | - | - | - | - | - | -- | -- | -- | -- | -- | -- | -- | -- | -- | -- | -- | -- | -- | -- | -- | -- | -- | -- | -- | -- | -- | -- | -- | -- | -- | -- | -- | -- | -- | -- |
| Luogo     | C | T | C | T | T | C | T  | C  | T  | T  | C  | T  | C  | C  | T  | C  | T  | C  | T  | C  | T  | C  | T  | C  | T  | C  | T  | C  | T  | C  | T  | C  | T  | C  | T  | C  |
| Risultato | N | P | P | P | V | P | P  | V  | P  | P  | P  | P  | P  | V  | P  | V  | P  | P  | P  | V  | P  | N  | N  | P  | N  | V  | N  | N  | P  | P  | P  | P  | P  | N  | V  | N  |
| Posizione | 2 | 8 | 8 | 9 | 8 | 9 | 10 | 10 | 10 | 10 | 10 | 10 | 10 | 10 | 10 | 10 | 10 | 10 | 10 | 10 | 10 | 10 | 10 | 10 | 10 | 9  | 9  | 9  | 9  | 10 | 10 | 10 | 10 | 10 | 9  | 9  |

Legenda:

Luogo: C = Casa; T = Trasferta. Risultato: V = Vittoria; N = Pareggio; P = Sconfitta.

### Statistiche dei giocatori
| H. Achiou       | 28 | 4 | 4 | 0 |
| G. Antić        | 34 | 8 | 7 | 0 |
| N. Baumann      | 0  | 0 | 0 | 0 |
| N. Beney        | 4  | 0 | 0 | 0 |
| P. Bengondo     | 9  | 0 | 0 | 1 |
| I. Benito       | 11 | 0 | 1 | 0 |
| J. Berisha      | 0  | 0 | 0 | 0 |
| R. Bieli        | 8  | 0 | 1 | 0 |
| A. Bilibani     | 30 | 0 | 5 | 1 |
| E. Brabec       | 28 | 0 | 7 | 1 |
| S. Burki        | 30 | 2 | 5 | 0 |
| C. Carlinhos    | 8  | 1 | 3 | 0 |
| F. Carreño      | 23 | 1 | 4 | 0 |
| S. Christ       | 31 | 0 | 4 | 0 |
| M. Colomba      | 14 | 0 | 0 | 0 |
| M. Fotheringham | 13 | 0 | 3 | 0 |
| D. Greco        | 7  | 0 | 0 | 0 |
| Y. Hima         | 15 | 0 | 3 | 2 |
| S. Huber        | 1  | 0 | 0 | 0 |
| A. Kahraman     | 2  | 0 | 0 | 0 |
| D. Mesbah       | 29 | 1 | 6 | 0 |
| T. Müller       | 2  | 0 | 0 | 0 |
| G. Nagy         | 8  | 0 | 1 | 0 |
| D. Opango       | 3  | 0 | 0 | 0 |
| P. Paulinho     | 33 | 2 | 8 | 0 |
| C. Pouga        | 10 | 1 | 2 | 0 |
| S. Preisig      | 12 | 0 | 4 | 0 |
| R. Rogério      | 30 | 4 | 2 | 0 |
| A. Rrustemaj    | 1  | 0 | 0 | 0 |
| G. Sermeter     | 30 | 3 | 5 | 0 |
| S. Studer       | 1  | 0 | 0 | 0 |
| V. T'adewosyan  | 19 | 2 | 0 | 0 |
| J. Tcheutchoua  | 7  | 0 | 2 | 0 |
| M. Zarn         | 13 | 0 | 3 | 0 |